# Scelotes inornatus
Espèce
Synonymes
- Lithophilus inornatus Smith, 1849
- Herpetosaura inornata (Smith, 1849)
- Scelotes natalensis Hewitt, 1921

Statut de conservation UICN

 CR B2ab(i,ii,iii,iv,v)) : 
En danger critique
Scelotes inornatus est une espèce de sauriens de la famille des Scincidae.

## Répartition

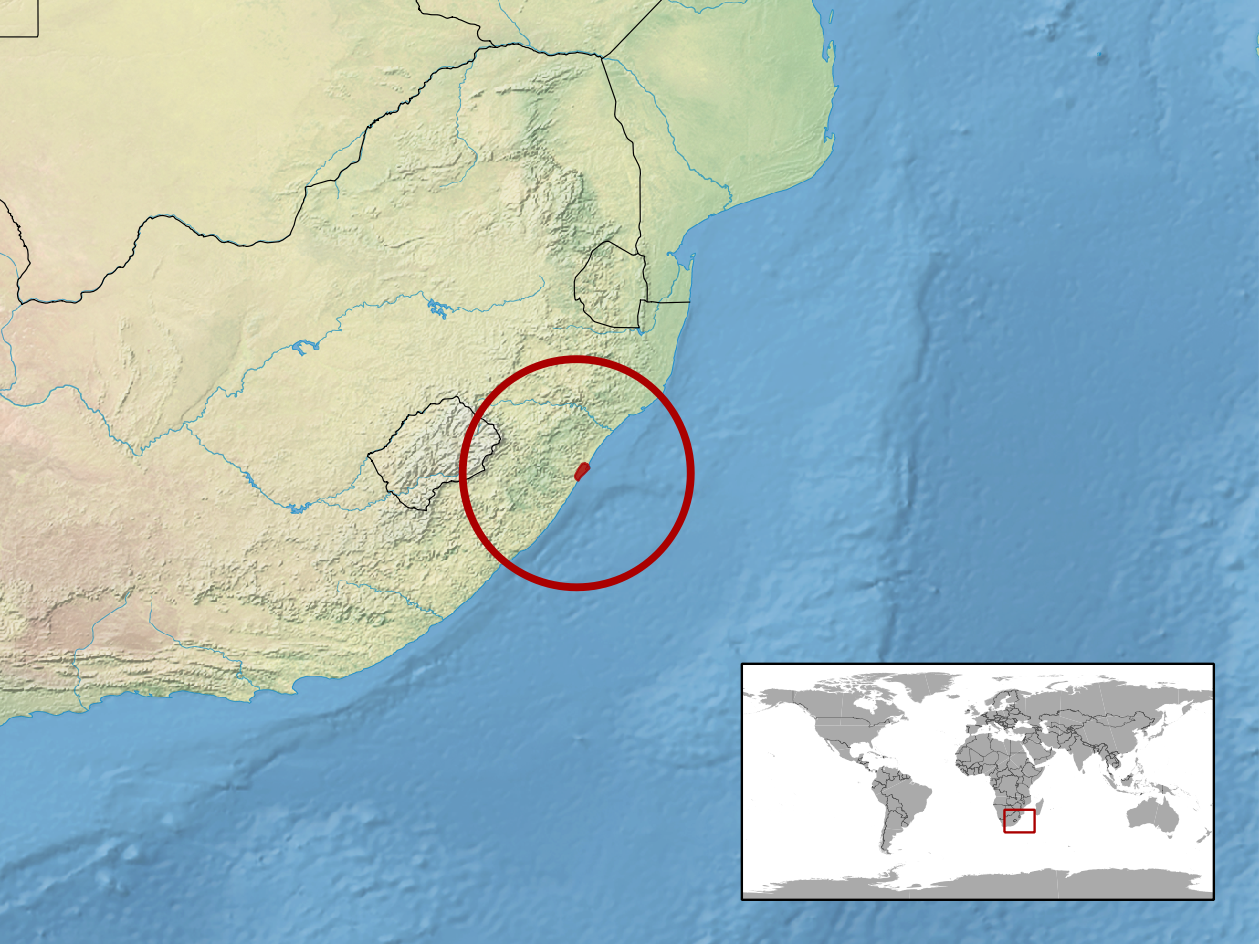
Répartition de l'espèce.

Cette espèce se rencontre dans la province de KwaZulu-Natal en Afrique du Sud et dans le sud du Mozambique.

## Publication originale
- Smith, 1849 : Illustrations of the Zoology of South Africa. 3 (Reptiles).